# Bundeswehr
El mot Bundeswehr ( escoltar (?·pàg.), «Defensa Federal» en alemany) inclou el conjunt de les forces armades unificades d'Alemanya i la seva administració civil. La Llei fonamental per a la República Federal d'Alemanya no permet als Estats d'Alemanya (Lands) mantenir les seves pròpies forces armades i estableix que les tasques de defensa són responsabilitat exclusiva del Govern federal.
La Bundeswehr està dividida en una part militar amb les Forces Armades (Streitkräfte) i una part civil amb l'Administració de la força de defensa (Wehrverwaltung), l'Oficina federal de Tecnologia de defensa i Adquisicions (Bundesamt für Wehrtechnik und Beschaffung) i l'Oficina federal per a Gestió de la Informació i Tecnologia de la Informació de la Bundeswehr (Bundesamt für Informationsmanagement und Informationstechnik der Bundeswehr, de vegades abreujada com a It-AmtBw). La part militar de la força de defensa federal està formada per les branques d'Exèrcit (Heer), Armada (Marine), Forces aèries (Luftwaffe), el Servei de suport conjunt (Streitkräftebasis) i el Servei mèdic Central (Zentraler Sanitätsdienst).
En temps de pau, el ministre federal de Defensa posseeix el poder de comandament i de control. En cas de defensa, aquesta funció és transferida al Canceller federal en exercici, conformement a l'article 115b de la Llei fonamental.
El soldat amb rang més alt és el Generalinspekteur der Bundeswehr (Inspector General de la Bundeswehr) i té alhora el grau de General o Almirall, encara que no és el comandant en cap militar, càrrec que no hi ha en l'estructura de la Bundeswehr.
A mitjan 2007 la Bundeswehr tenia 250.000 soldats; el Heer amb 105.000, la Luftwaffe amb 45.000 i la Deutsche Marine amb 19.000, el Zentraler Sanitätsdienst amb 19.000 i la Streitkräftebasis amb 56.000, d'ells 7,500 formaven part de diverses forces internacionals de pacificació en llocs com els Balcans, l'Afganistan i el Líban. A més, la Bundeswehr comptava amb més de 90.000 oficials civils.

## Història
La Bundeswehr va ser creada el 5 de maig de 1955 arran de les discussions que va provocar la remilitarització d'Alemanya ('Wiederbewaffnung') després de l'experiència que s'havia produït amb les organitzacions militars alemanyes anteriors a la Segona Guerra Mundial: Reichswehr (1921- 1935) i Wehrmacht (1935- 1945). El 12 de novembre de 1955 van prendre jurament els primers soldats, 101 voluntaris. De nou el 1957 es van allistar els primers reclutes del servei militar obligatori.
El nom de "Bundeswehr" va ser idea del parlamentari del Partit Democràtic Lliure (FDP) Hasso von Manteuffel, un antic general de la Wehrmacht.
La Bundeswehr no es considera com la seva successora ni segueix tradicions de cap organització militar alemanya anterior. Les tradicions de la Bundeswehr es basen en tres temes importants:
- Les reformes en defensa al principi del segle xix, com Scharnhorst, Gneisenau i Clausewitz.

- Els membres de la resistència militar contra Hitler, com Claus von Stauffenberg.

- La seva pròpia tradició, ja que el 1955 usa com a símbol la Creu de Ferro estilitzada. La Creu de Ferro té una història llarga, sent concedida com una condecoració militar en temps de guerra des de 1813, i es remunta a l'Orde Teutònic. El nom de Bundeswehr va ser proposat pel polític general i liberal Hasso von Manteuffel. Després d'una esmena de la constitució ("Grundgesetz " llei orgànica) de la República Federal d'Alemanya va ser admesa com a membre de l'OTAN en 1955. En 1956, es va reintroduir el reclutament per a tots els barons entre 18 i 45 d'anys, que més endavant es complementa mitjançant una alternativa de servei civil amb una durada més llarga.

Durant la Guerra Freda, la Bundeswehr era l'espina dorsal de la defensa convencional de l'OTAN a Europa central. Tenia una força de 495.000 militars i 170.000 civils. L'exèrcit estava format per tres cossos amb 12 divisions; la majoria d'elles es van dotar amb tancs pesats i vehicles blindats. L'aviació disposava d'un grup de combat tàctic i formava part de la defensa aèria integrada de l'OTAN (NATINAD). La marina comptava amb navilis per a la lluita tàctica i ràpida i se la va equipar per defensar-se des dels països bàltics, escortar els reforços i aprovisionar al Mar del Nord, així com per contenir la flota soviètica al Mar Bàltic.
Després de la reunificació en 1990, la Bundeswehr va absorbir a l'Exèrcit Nacional Popular Nationale Volksarmee (NVA) de l'RDA, que es va dissoldre llavors. En 1999, la guerra de l'OTAN a Kosovo va ser el primer conflicte ofensiu des de la Segona Guerra Mundial en què els militars alemanys van participar activament.

### Reunificació 1990

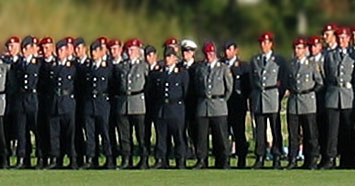
Reclutes prestant jurament el 2004.

Després de la Reunificació alemanya el 1990, 20.000 soldats de l'antiga NVA, les Forces Armades de l'RDA, van entrar en la Bundeswehr. A més, es va assumir una petita part de l'armament, el qual era encara usat el 2008. La major part va ser destruït, venut o regalat, per exemple, els tancs van anar a Turquia, els avions MiG-29 a Polònia i Indonèsia va comprar 39 vaixells de guerra.

### Reformes
Al llarg de la seva història, la Bundeswehr s'ha hagut d'adaptar al canvi de condicions. La possibilitat d'una agressió del Pacte de Varsòvia va ser determinant en l'estructura de la Bundeswehr durant la Guerra Freda. Per aquesta raó va ser necessària una reforma quan va caure el Teló d'acer. La primera operació a l'estranger va ser el 1991, anomenada Südflanke, durant la Guerra del Golf, seguida per operacions a Cambodja i Somàlia. Tanmateix, va existir un gran debat polític intern sobre el tema. El 12 de juliol de 1994, el Tribunal Constitucional d'Alemanya va decidir sobre l'ús a l'estranger de la Bundeswehr i va acabar així la discussió. El 1998, després del canvi de govern, es van iniciar novament reformes per poder encarar la guerra contra el terrorisme després de l'11 de setembre de 2001.

### Presència de l'extrema dreta
El febrer de 2017 es detingut un home a l'Aeroport de Viena per tinença d'una arma de foc i municions per a la mateixa. A partir del registre d'empremtes dactilars es descobreix que aquesta persona estava registrada com a refugiat sirià resident a l'estat alemany de Baviera. Aquesta però, era una identitat falsa, amb la qual pretenia que se li atribuïssin assassinats de figures públiques. La seva identitat verdadera era la d'un oficial en actiu de la Bundeswehr, estacionat prop d'Estrasburg, en una unitat mixta franco-alemana d'infanteria.
Aquest cas va destapar un complot per a realitzar actes de terrorisme contra periodistes, polítics, fiscals, etc... Considerats amb visions "pro-refugiats". A més a més d'una nombrosa xarxa de militars en actiu amb tendències extremistes i properes al neonazisme que haurien estat robant armament i explosius per a perpetrar els seus actes.
Els serveis de contra-intel·ligència del propi exèrcit Militärischer Abschirmdienst (MAD), molt criticats per haver obviat els avisos dels seus homònims francesos sobre el fals refugiat sirià, van llençar una investigació general en tots els cossos per descobrir més vincles amb l'extrema dreta. El 2020 estava investigant 550 possibles casos de personal amb conductes sospitoses.
La ministra de defensa Annegret Kramp-Karrenbauer es va veure obligada a actuar amb contundència i va dissoldre tota la segona companyia de la Kommando Spezialkräfte (KSK), amenaçant d'eliminar totalment el cos d'elit, que al final es va reestructurar per complert. Com a mínim una vintena dels 300 que es calcula que té en total la unitat estarien vinculats amb agrupacions extremistes.

## Operacions a l'estranger

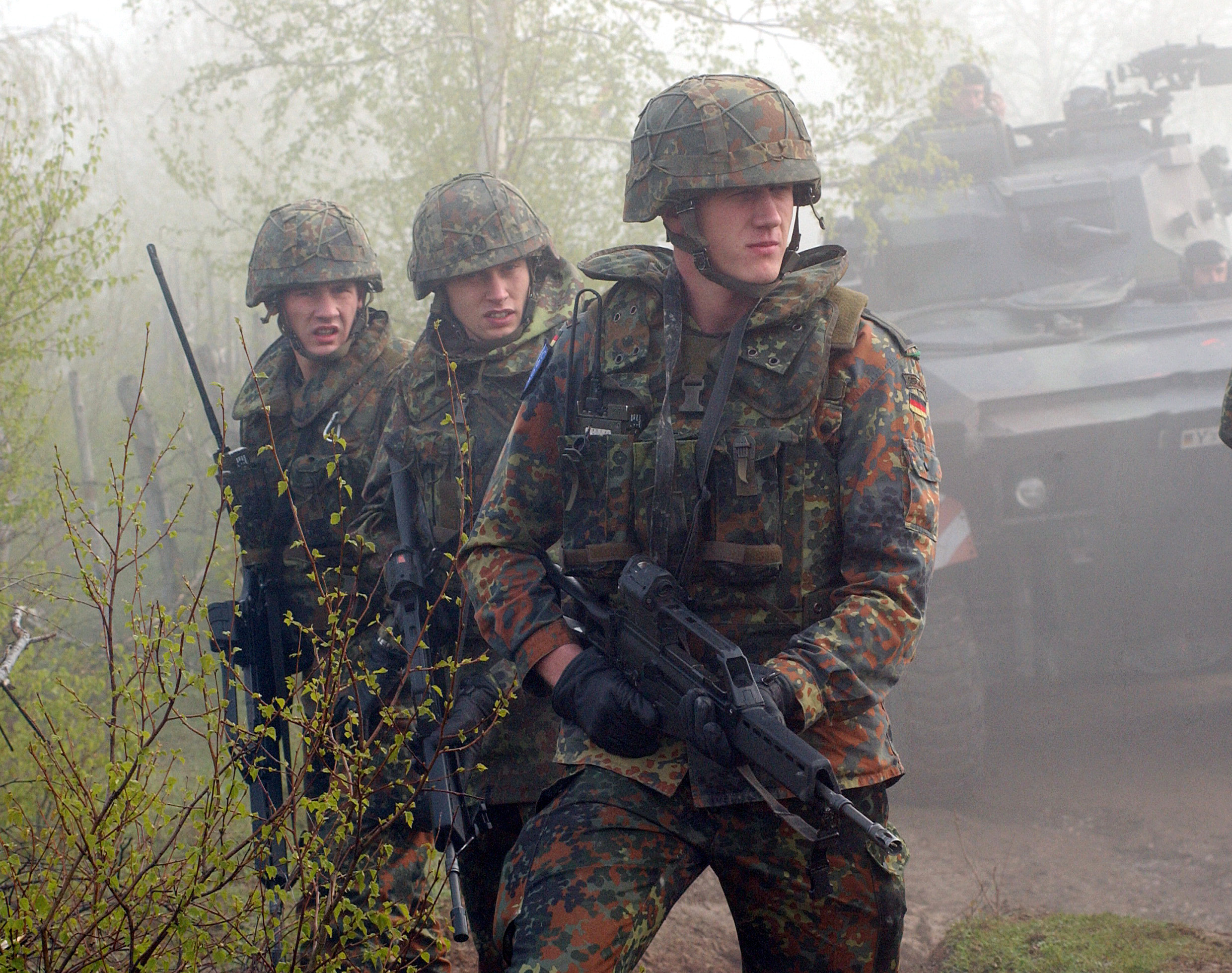
Soldats alemanys durant un exercici a Bòsnia i Hercegovina.

La Bundeswehr participa des de 1990 en operacions la finalitat de les quals sigui garantir la pau i la seguretat en països estrangers.
Les primeres operacions en territori que no és de l'OTAN van ser la Südflanke en el Golf Pèrsic, Phnom Penh amb una missió de l'ONU, SHARP GUARD a la mar Adriàtica, IFOR a Somàlia SFOR als Balcans.
Les operacions més importants des de la decisió de 1994 del Tribunal Constitucional han estat: 
- des de 1999 sota l'OTAN: Kosovo Force, actualment 1250 soldats alemanys
- des de 2001 Operació ACTIVE ENDEAVOUR a la mar Mediterrània per assegurar el trànsit marítim
- des de gener de 2002 sota comandament dels EUA: Operació Enduring Freedom. El 2008 més que res reduïda a la presència de la Marina a la Banya d'Àfrica i forces especials a l'Afganistan amb 240 - 450 soldats.
- des de gener de 2002 Operació ISAF a l'Afganistan per assegurar la pau sota el comandament de la Gran Bretanya i des de 2003 de l'OTAN amb 4.500 soldats.
- des de desembre de 2004 sota comandament de la Unió Europea: Operació European Union Force a Bòsnia i Hercegovina amb 120 soldats alemanys.
- des d'abril de 2005 Operació United Nations Mission in Sudan amb 75 observadors militars per supervisar el compliment del tractat de pau.
- des de setembre de 2006 Operació maritima UNIFIL II a les costes del Líban amb 460 soldats.
- Operació Raus aus Khartum l'abril de 2023 d'evacuació de 780 ciutadans extrangers durant el conflicte al Sudan del 2023.[10]

Fins a agost de 2008 han mort 68 soldats alemanys en operacions a l'estranger. Des de la fundació de la Bundeswehr han mort 2600 soldats en el compliment del deure.

## Graus Militars de la Bundeswehr

### Exèrcit i Força Aèria

#### Soldats i sotsoficials de Terra i Aire
- Schütze / Flieger - Soldat/ aviador bàsic o rang equivalent,
- Gefreiter - Soldat / aviador E2
- Gefreiter-UA - Soldat / aviador E2 - Candiat No-comissionat (NCO) (sergents / sergents de personal)
- Gefreiter-FA - Soldat / Aviador E2 - Candidat NCO (Sergent / sergents de vol)
- Gefreiter-OA - Soldat / Aviador E2 - Aspirants a Oficials
- Obergefreiter - Soldat de Primera Classe / Aviador de Primera Classe
- Hauptgefreiter - Caporal
- Stabsgefreiter - Caporal de Segona Classe
- Oberstabsgefreiter - Caporal de Primera Classe

- Unteroffizier - Sergent
- Unteroffizier-FA - Candidat a sergent
- Stabsunteroffizier - Sergent
- Feldwebel - Sergent / sergent de vol
- Oberfeldwebel - Sergent de Primera Classe / Sergent Tècnic
- Hauptfeldwebel - Sergent
- Stabsfeldwebel - Sergent / Sergent d'Intendència / Sergent Major
- Oberstabsfeldwebel - Sergent Major

#### Oficials cadets
- Fahnenjunker- Cadet / Candidat a oficial (amb el rang de sergent)
- Fähnrich - Alferes (amb el rang de sergent de segona classe)
- Oberfähnrich - Alferes en cap (amb el rang de sergen major)

#### Oficials
- Leutnant - Tinent segon
- Oberleutnant - Tinent primer
- Hauptmann - Capità
- Stabshauptmann - Capità de personal
- Major
- Oberstleutnant - Tinent coronel
- Oberst - Coronel
- Brigadegeneral - General de brigada
- Generalmajor - Major General
- Generalleutnant - Tinent general
- General

### Armada Federal Alemanya

#### Mariners i sotsoficials
- Matrose - Recluta de marina
- Gefreiter - Mariner
- Gefreiter-MA - Mariner aspirant E2 (sots-oficial)
- Gefreiter-BA - Mariner aspirant E2 - Cap d'aspirant a sots-oficial
- Gefreiter-OA - Mariner aspirant E2 - Aspirant a oficial
- Obergefreiter - Mariner ajudant
- Hauptgefreiter - Mariner de tercera classe (mariner en cap)
- Stabsgefreiter - Mariner de segona classe (caporal de segona classe)
- Oberstabsgefreiter - Mariner de primera classe (caporal de primera classe)

- Maat - Sergent
- Maat-BA - Sergent - suboficial de Prova 1 a Classe
- Obermaat - Sergent de personal
- Bootsmann - Contramestre
- Oberbootsmann - Contramestre principal
- Hauptbootsmann - Contramestre en cap
- Stabsbootsmann - Sots-oficial de personal
- Oberstabsbootsmann - Sots-oficial de personal major

#### Oficials cadets del mar
- Seekadett - Cadet del mar amb el rang de sots-oficial de tercera classe
- Fähnrich zur See - Guardiamarina, amb el rang de sost-oficial de primera classe
- Oberfähnrich zur See - Guardiamarina principal amb el rang de Sots-oficial en Cap

#### Oficials
- Leutnant zur See - Tinent del mar
- Oberleutnant zur See - Tinent principal del mar
- Kapitänleutnant - Tinent capità
- Stabskapitänleutnant - Tinent capità del personal
- Korvettenkapitän - Capità de corbeta
- Fregattenkapitän - Capità de fragata
- Kapitän zur See - Capità de navili
- Flottillenadmiral - Almirall de flotilla
- Konteradmiral - Contra-almirall
- Vizeadmiral - Vice-almirall
- Admiral - Almirall